# Morsing

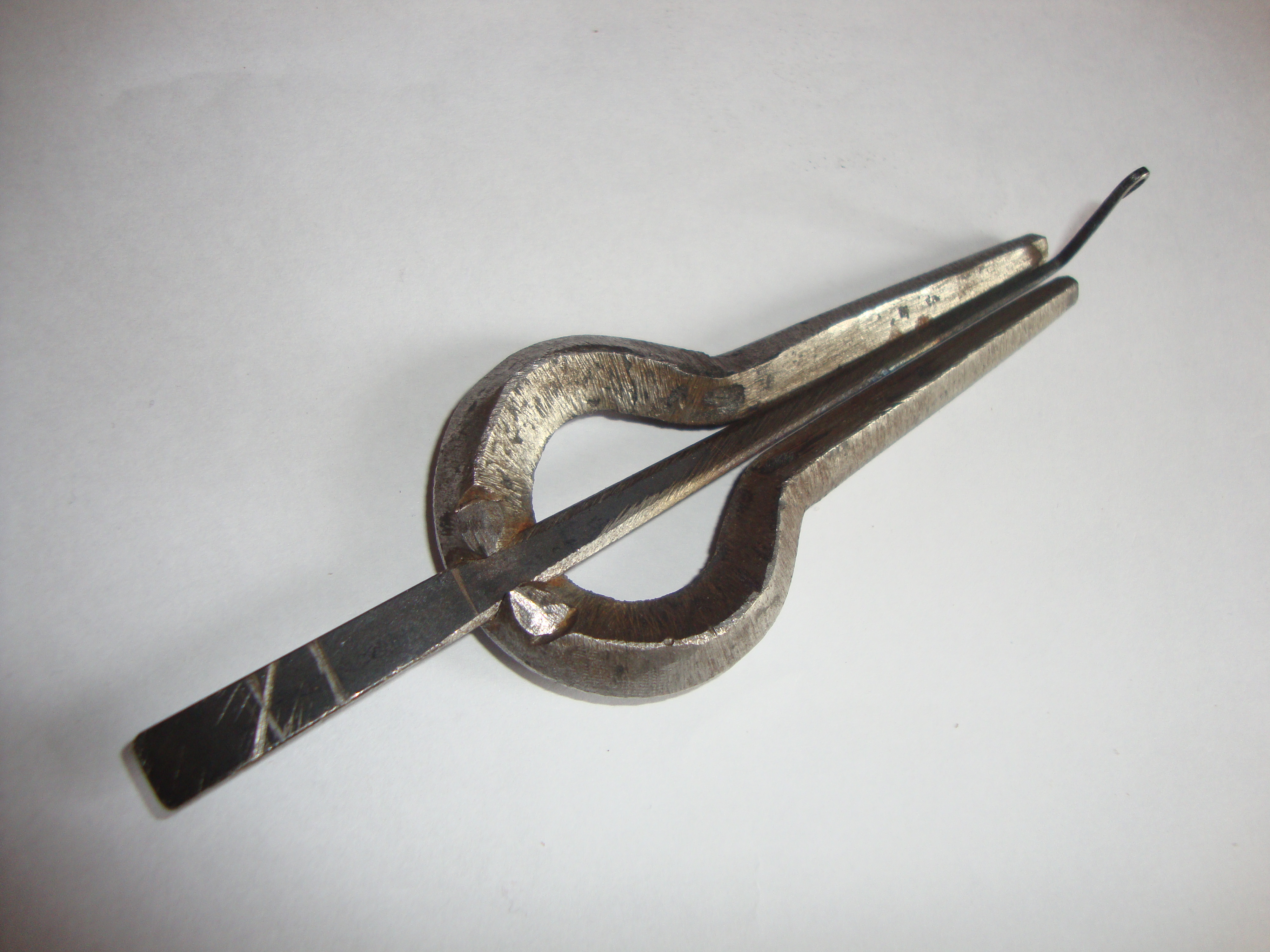
Morsing

Morsing, auch morchang, ist eine indische Bügelmaultrommel aus Metall. Maultrommeln werden überwiegend als Zupfidiophone klassifiziert. Die morsing wird in der südindischen klassischen Musik als Rhythmusinstrument eingesetzt. Ihr Klang ist metallisch-schnarrend und ergänzt gut einen dumpferen Trommelklang. Oft folgt sie wie ein Schatten den Rhythmusmustern der mridangam, aber in Perkussionsensembles trägt sie auch Solorollen. Neben der mridangam, dem ghatam und der kanjira wird sie gerne als viertes Rhythmusinstrument in der karnatischen Musik gespielt. Oft wird die morsing auch in einer Art Silbensprache, dem konnakol eingesetzt.
Das Instrument hat einen kompakten Rahmen aus Stahl oder Messing mit einer daran befestigten, freischwebenden Stahlzunge, die weit übersteht. Der Rahmen wird mit der Handmuschel der linken Hand gehalten und an die leicht geöffneten Zahnreihen angelegt. Mit dem Mittelfinger der rechten Hand zupft der Spieler die Stahlfeder an, deren Schwingungen durch den Mundraum und die Schädelknochen verstärkt werden. Durch Veränderung des Mundraums lassen sich einzelne Obertöne betonen und so unterschiedliche Klänge hervorbringen. In Südindien gehört die morsing zur talavadya kacceri („Perkussions-Gruppe“) eines klassischen Orchesters.
In Nordindien, besonders in Rajasthan, gibt es tiefer klingende Maultrommeln, die morchang genannt werden. Andere Schreibweisen sind morsang oder murcang, im Westen auch einfach cang. Varianten des Wortes chang oder cheng sind in Asien als Namen für Musikinstrumente weit verbreitet. In der afghanischen Musik wird die Maultrommel tschang und in der verwandten tadschikischen Musik die tschang kobus gespielt. Im Nepal heißt die Maultrommel machinga oder tschangu. Persisch tschang und türkisch çeng sind alte Bezeichnungen für heute verschwundene asiatische Winkelharfen. Tschang-kobus heißen Maultrommeln in Zentralasien.
Daneben sind im Norden auch idioglotte (aus demselben Material gefertigte) Rahmenmaultrommeln aus Bambus bekannt: als gagana und unter weiteren Namen in Assam und als ghangli beim Volk der Bhil. Die gagana besitzt am Ende der Zunge eine herabhängende Schnur, an der gezupft wird. Ebenso funktioniert die ghoraliyan in Rajasthan.